# Ruhpoldinger Wende
Die Ruhpoldinger Wende war ein drastischer lithologischer Umschwung im Sedimentationsgeschehen der Nördlichen Kalkalpen. Das sich rasch ausbreitende stratigraphische Leitereignis fand im Oberjura an der Grenze Oxfordium/Kimmeridgium statt.

## Etymologie
Die Ruhpoldinger Wende wurde nach der sie charakterisierenden, buntgefärbten, rund 50 Meter mächtigen Ruhpolding-Formation benannt.

## Definition
Eine stratigraphische Wende stellt eine einschneidende Änderung des Sedimentationscharakters dar.

## Einführung

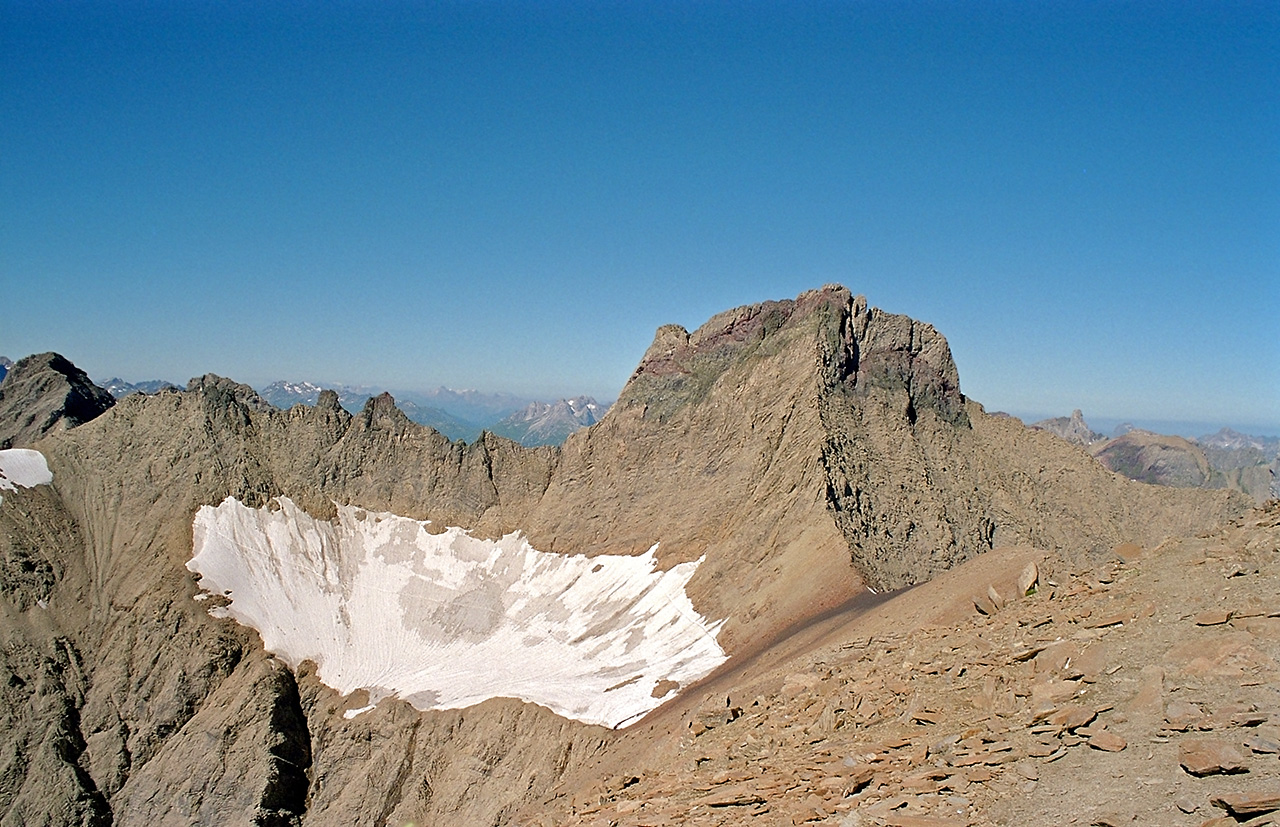
Die unmittelbar unter dem Gipfel der Parseierspitze (3036 m) liegenden dunklen Radiolarite der Ruhpolding-Formation brachten einen drastischen Wechsel im Sedimentationsgeschehen der Nördlichen Kalkalpen

Von der Untertrias bis zur Unterkreide lässt die Schichtenfolge im gesamten kalkalpinen Ablagerungsraum insgesamt sechs solcher Änderungen erkennen. Diese sind eindeutig sedimentologisch gekennzeichnet und werden nach Gesteinsformationen benannt. Folgende Wenden sind bisher bekannt (vom Hangenden zum Liegenden):
- Rossfeld-Tannheimer Wende in der Unterkreide
- Ruhpoldinger Wende im tiefen Oberjura
- Adneter Wende im unteren Lias
- Reingrabener Wende im unteren Karnium
- Reiflinger Wende im oberen Anisium
- Reichenhaller Wende zu Beginn der Mitteltrias.[1]

Die Ruhpoldinger Wende zeichnet sich durch das Auftreten von Radiolariten der Ruhpolding-Formation (vormals auch Ruhpoldinger Schichten) aus. Gut geschichtete, aus Radiolarienschlämmen hervorgegangene Hornsteine, Kieselkalke und Kieselmergel breiteten sich ab der Wende mehr oder weniger umgehend und zeitgleich über faziell verschiedenartige, tiefermarine Sedimente des kalkalpinen Sedimentationsraumes aus.

## Sedimentologie
Die Sedimentation der Radiolarite der Ruhpolding-Formation bedeutet einen jähen und drastischen Einschnitt im Sedimentationsgeschehen der Nördlichen Kalkalpen. Diese Änderung des Sedimentationscharakters war nicht vorübergehender Natur. Mit dem Auftreten der Radiolarite (und später der Aptychen-Schichten) breiteten sich Sedimente aus, die sich von den unter- und mitteljurassischen Ablagerungen deutlich und bleibend unterschieden.
Vorausgegangen war eine rasche Abnahme der Sedimentationsraten und Mächtigkeiten im Dogger. So häuften sich in der oberen Klaus-Formation die Omissionsflächen und die Sedimentation wurde generell langsamer und lückenhafter. Das „Verhungern“ der Sedimentation war wahrscheinlich durch eine kontinuierliche Absinkbewegung bedingt.

### Kontaktverhältnisse
Die Radiolarite der Ruhpolding-Formation liegen folgenden lithostratigraphischen Einheiten auf:
- Jüngere Allgäuschichten des Doggers im Bajuvarikum
- Chiemgau-Schichten im Bajuvarikum
- Klaus-Formation (Klaus-Kalk) mit mittel- bis oberjurassischen Rotkalk im Tirolikum
- Strubberg-Formation im Tirolikum
- Vilser Kalk im Bajuvarikum und Tirolikum

Überdeckt wird die Ruhpolding-Formation von:
- Ammergau-Formation (Aptychen-Schichten) und Seekarspitz-Kalk im Bajuvarikum
- Steinmühl-Formation mit Saccocoma-Kalk im Bajuvarikum
- Rofan-Brekzie und Obersee-Brekzie im Bajuvarikum
- Lärchberg-Formation im Tirolikum
- Oberalm-Formation, Tressensteinkalk und Plassenkalk im Tirolikum
- Agatha-Formation, Acanthicus-Kalk und Haselberg-Kalk im Tirolikum
- Sillenkopf-Formation mit Götzen-Member im Tirolikum
- Strubberg-Formation im Tirolikum
- Tauglboden-Formation im Tirolikum

### Beschreibung
Der Liegendkontakt zum unterlagernden Klaus-Kalk erfolgt mit einer deutlichen Bankfuge, die oft durch eine mehrere Zentimeter starke Tonlage betont wird. Gelegentlich kann die Ruhpolding-Formation auch bis auf die Adnet-Formation oder den Vilser Kalk heruntergreifen. In lokal begrenzten Gebieten kann der Radiolarit schließlich noch auf wesentlich älteren Untergrund – bis hinab zur Obertrias – transgredieren, so zum Beispiel im Dachstein-Gebiet. Der Radiolarit liegt in diesen Fällen mit glatter Basisfläche oder mit Brekzien auf. Über den grauen, mergeligen Allgäuschichten ist die Grenze etwas weniger scharf. Gewöhnlich stellen einige Zentimeter bis Meter grauer Kieselkalke oder bunter Mergel einen Übergang zwischen Allgäuschichten und Radiolarit her.
Wo jedoch der Radiolarit ins Hangende allmählich in die pelagischen Aptychen-Schichten der Ammergau-Formation (auch Tithonflaserkalk oder bunte Ammergauer Schichten – Tithonium bis Berriasium) oder Rotkalk übergeht, bleibt die Untergrenze hingegen stets scharf. Die Hinterrißschichten sind eine sandig-tonige Spezialfazies der Aptychen-Schichten aus brekziiertem und konglomeratischen Aptychenkalk.
Die allmählich erfolgende Verdrängung des Radiolarienschlamms der Ruhpolding-Formation durch Coccolithenschlamm der überlagernden Aptychen-Schichten lässt sich entweder auf eine weitere Vertiefung zurückführen und/oder kann durch ein Aufblühen des kalkhaltigen Nannoplanktons erklärt werden.
Im Mittelabschnitt der nördlichen Kalkalpen (Tirolikum) folgt die bis 800 Meter mächtige Beckenfazies der Oberalm-Formation (Oberalmer Schichten) des Kimmeridgiums bis Berriasiums auf die Ruhpolding-Formation, stellenweise mit einem Basiskonglomerat (Oberalmer Basiskonglomerat); meistens erfolgt der Übergang jedoch allmählich und zeichnet sich durch zunehmenden Kalkgehalt oder durch Konzentration der Kieselsäure zu dunkelbraunen Hornsteinlagen und Hornsteinlinsen aus. Es werden zwei Fazies differenziert – die Tonigen Oberalmer Kalke und die Wechselfarbigen Oberalmer Kalke. Letztere sind organodetritisch und stellen eine Übergangsfazies zum Tressensteinkalk (ein Riffhaldenschuttkalk – Kimmeridgium bis Tithonium) und zum Plassenkalk (ein weißer, massiger Mikrit oder Bio- bis Intrasparit – Oxfordium/Kimmeridgium bis Tithonium/Berriasium) dar.

#### Tektonischer Einfluss
Im Verlauf der Wende wurde das vorhandene Meeresbodenrelief tektonisch akzentuiert und einzelne Schwellenbereiche stiegen bis in die Zone des Flachwassers auf. In diesen angehobenen Tiefschwellen kam die auf tiefere Beckenbereiche beschränkte Ruhpolding-Formation übrigens nicht zur Ablagerung, sondern es wurden hier weiterhin Rotkalke sedimentiert, beispielsweise der Agathakalk (ein Cephalopodenkalk der Tiefschwellenfazies aus dem Oxfordium bis Kimmeridgium), der Acanthicus-Kalk des Kimmeridgiums oder der Haselberg-Kalk (ein toniger Knollenflaserkalk aus dem Tithonium). Erst später, mit einsetzender Sedimentation der Aptychen-Schichten, wurden die tektonisch bedingten Gegensätze dann wieder langsam ausgeglichen.

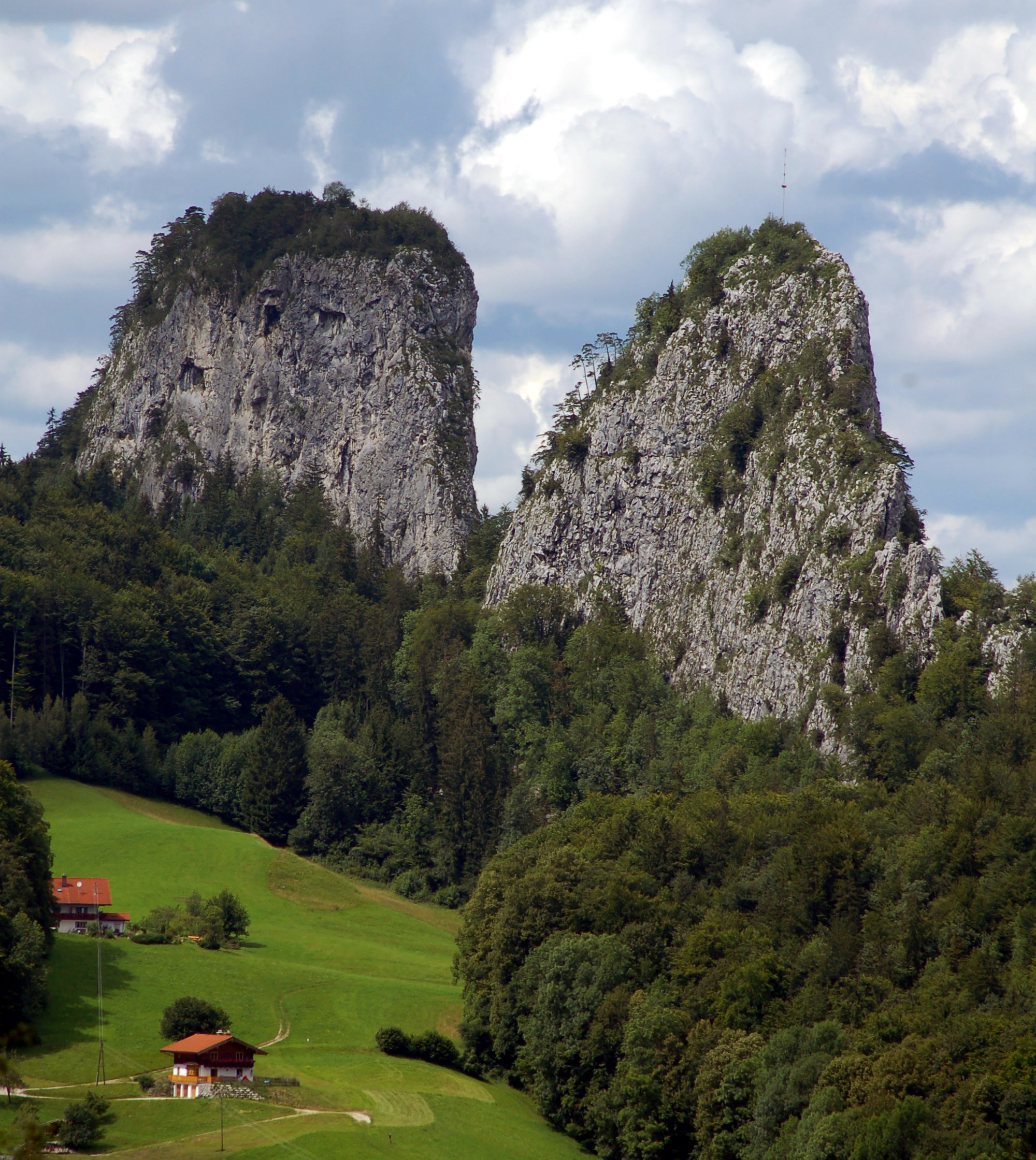
Die Barmsteine (851 m) glitten nach der Ruhpoldinger Wende in den Hallstätter Faziesbereich

Mit zunehmender tektonischer Aktivität während der Ruhpoldinger Wende nimmt auch die Häufigkeit von Sedimentkörpern zu, deren Bildung durch Erdbeben ausgelöst wurde, wie Turbidite, Fluxoturbidite, Schlammstrom-Brekzien, grain flows, Schlammfalten- und Gleitpakete. Auch Olistholithen sind jetzt anzutreffen. Hierher gehören die hellbraunen, allodapischen Kalke der Barmsteine (Barmsteinkalk) – synsedimentäre Eingleitungen in den Hallstätter Faziesbereich. Ferner die Sonnwendbrekzie im Sonnwendgebirge sowie die Tauglboden- und die Strubberg-Formation. Die meisten der durch tektonische Bewegungen verursachten Massenbewegungen fallen entweder in die Zeit kurz vor oder kurz nach der Ruhpoldinger Wende. Ein gutes Beispiel für während der Wende erfolgte Massenbewegungen ist die Grubhörndlbrekzie – eine Megabrekzie (mit einem 300 Meter großen Kalkblock !), die an einer Nord-Süd-streichenden Verwerfung in westliche Richtung abglitt und sich im Becken mit der Ruhpolding-Formation verzahnte.
In den der gleichen Schichtgruppe angehörenden, rund 200 Meter mächtigen Malmbasisschichten der nördlichen Osterhorn-Gruppe treten vergleichbare kieselige Sedimente auf. In ihnen verlieren aber die Brekzienlagen an Bedeutung und der Radiolarit beschränkt sich im Wesentlichen auf eine Lage im Basisniveau. Schichtparallele Gleitungen führten hier in den kieseligen Ablagerungen zu Schichtausfällen und Schichtwiederholungen.

## Assoziierter Vulkanismus
Die Ruhpoldinger Wende wird neben tektonischen Bewegungen auch durch weitverbreitete vulkaniklastische Ablagerungen (Tuffite) charakterisiert, die zum basischen, oberjurassischen Magmenpuls zu rechnen sind. So erscheinen beispielsweise in der Osterhorn-Gruppe unterhalb der Radiolarite hornsteinreiche Rotkalke mit tuffitischen Tonmergeln.

## Ursachen

### Vulkanosedimentologischer Natur
Das Aufblühen der Radiolarien und die hierzu benötigte Kieselsäure (und somit die Ausbreitung der Ruhpolding-Formation) kann durch vulkanischen Eintrag und/oder durch Änderungen der Wasserzirkulation (Öffnung eines Ozeans mit Zustrom kalten Auftriebswassers?) bedingt sein. Indirekt darf somit auch auf weitreichende innerozeanische Veränderungen in den räumlichen Gegebenheiten des damaligen Tethysraumes geschlossen werden.
Inzwischen werden Radiolarite vorwiegend als Sedimente erhöhter organischer Produktion angesehen, welche an die Etablierung von kräftigen Monsunbedingungen geknüpft war. Ihre vermutete Assoziation mit Tiefenwasser und Mittelozeanischen Rücken tritt mehr und mehr in den Hintergrund.

### Tektonischer Natur
Die Ruhpoldinger Wende wird mittlerweile mit der Obduktion der Meliata-Ophiolite über das Sedimentpaket des Oberostalpins hinweg auf den südöstlichen Kontinentalrand Alcapias (ein Akronym aus Alpen und Karpaten) in Verbindung gebracht. Dieser initiale orogene Puls (Kimmerische Phase der alpinen Gebirgsbildung) stand im Zusammenhang mit der Schließung der permotriassischen Tethysbucht. Hierdurch lösten sich die verschiedenen Schelffazies von ihrer Unterlage und stapelten sich als nordwestvergente Deckenpakete. Die Folge war, dass juvavische Einheiten im Rücken von tirolischen Decken aufglitten. Die tektonischen Bewegungen bewirkten eine sehr komplizierte Unterwassertopographie. Die Kontrollfaktoren der Radiolaritbildung lagen daher nach Baumgartner (1987) vor allem in den paläoozeanographischen Veränderungen begründet und weniger in zunehmenden Wassertiefen.

## Alter
Das Alter der Ruhpoldinger Wende ist an das erstmalige Auftreten der Ruhpolding-Formation geknüpft. Die Ruhpolding-Formation im engeren Sinne wurde im Oberen Oxfordium abgelagert, d. h. vor rund 157 bis 155 Millionen Jahren. Diese biostratigraphische Altersangabe (Maximalalter) beruht auf Ammoniten- und Belemnitenfunden (Hibolites semisulcatus) in der obersten Klaus-Formation.
Inzwischen ist jedoch allgemein die Diachronizität der Ruhpolding-Formation erkannt worden. Eine neuere Untersuchung von Wegener, Suzuki & Gawlick (2003) fand anhand der Radiolarienstratigraphie ein Alter von Mittlerem Oxfordium bis Unterem Kimmeridgium für den oberen Roten Radiolarit, d. h. 159 bis 154 Millionen Jahre.
Wesentlich unschärfer wird die zeitliche Einstufung der Wende, wenn im weiteren Sinne die gesamte Radiolarit-Gruppe herangezogen wird. Für die Ruhpoldinger-Radiolarit-Gruppe geben Suzuki und Gawlick (2003a) ein Alter von Bajocium bis Untertithon an, d. h. den Zeitraum von 171 bis 147 Millionen Jahren.